# ヘルパンギーナ
ヘルパンギーナ（英: Herpangina）は、コクサッキーウイルスの一種が原因となって起こるウイルス性疾患。原因ウイルスは、ピコルナウイルス科のエンテロウイルス属に属するコクサッキーウイルスA群（2,3,4,5,6,10型）が主で、他にB群やエコーウイルスで発症する場合もある。エンテロウイルス感染症の病型は非特異的熱性疾患が多いが、ヘルパンギーナは手足口病やプール熱などとともに特異的な病態をもつ疾患として位置づけられる。温帯地域では夏季を中心に流行する急性熱性疾患（いわゆる夏かぜの代表的疾患）である。
Herpanginaは、angina（ラテン語で扁桃炎）に、herp（ギリシャ語で「這う」）を冠したもの。

## 疫学
ヘルパンギーナを含むエンテロウイルス感染症は、熱帯地域では季節性に乏しく一年中発生するが、温帯地域では主に夏季に流行する。日本では5-9月頃にみられ、7月がピークとなる。例年、西から東へと推移する。感染者の年齢は5歳以下が9割以上で、1歳代がもっとも多い。感染経路は、感染者の鼻や咽頭からの分泌物、便などによる糞口感染、飛沫感染、さらに周産期では母子感染もある。ウイルス排泄が盛んな急性期の感染力が最も強く、回復後も2-4週間にわたり便から検出される。

## 症状
潜伏期は2-4日程度。典型的には突発的な高熱で始まり、咽頭の口蓋弓部に水疱や潰瘍を形成し、それとともに食欲減退、咽頭痛、流涎などの症状を伴うようになる。口腔内の痛みや不快感から、乳児の場合には哺乳を嫌がり、脱水症状を起こすこともある。しかし、通常は数日で解熱して口腔内潰瘍も治癒する。ただし、発熱時に熱性痙攣を伴うことがあり、まれに無菌性髄膜炎、急性心筋炎などを合併することがある。
症例がより多い手足口病とは、発熱が39〜40℃の高熱となり、発疹が口腔に限られる点が異なる。
成人は免疫力や体力が強く感染しにくいが、免疫力が低下していると家庭内で感染することがある。成人が感染した場合には高熱などやや重い症状が持続し、強い倦怠感や関節痛などを伴うことがある。

## 治療
特効薬など特異的な治療法はなく、対症療法によって症状を緩和する。また、拒食や哺乳障害による脱水症状を警戒する。
無菌性髄膜炎や心筋炎の合併例では入院治療が必要となる。

## 予防
ワクチンなど特異的な予防法はなく、感染者との密接な接触を避け、流行時はうがいや手洗い、手指の消毒を励行する。エンテロウイルスはエンベロープをもたないウイルスであり、消毒には次亜塩素酸ナトリウム、ポピドンヨード、グルタルアルデヒドなどは有効であるが、消毒用エタノールの効果は弱く、ベンザルコニウムやクロルヘキシジンには効果がないとされる。
国立感染症研究所による日本全国の約3000の小児科定点医療機関が報告した2020年7月13日から19日までのヘルパンギーナの患者報告数は、過去10年平均のおよそ10分の1となり、同時期のコロナウイルス感染症の流行による手洗い等の対策が他の感染症の流行対策にも効果を及ぼしているとみられている。